# Arese (famiglia)

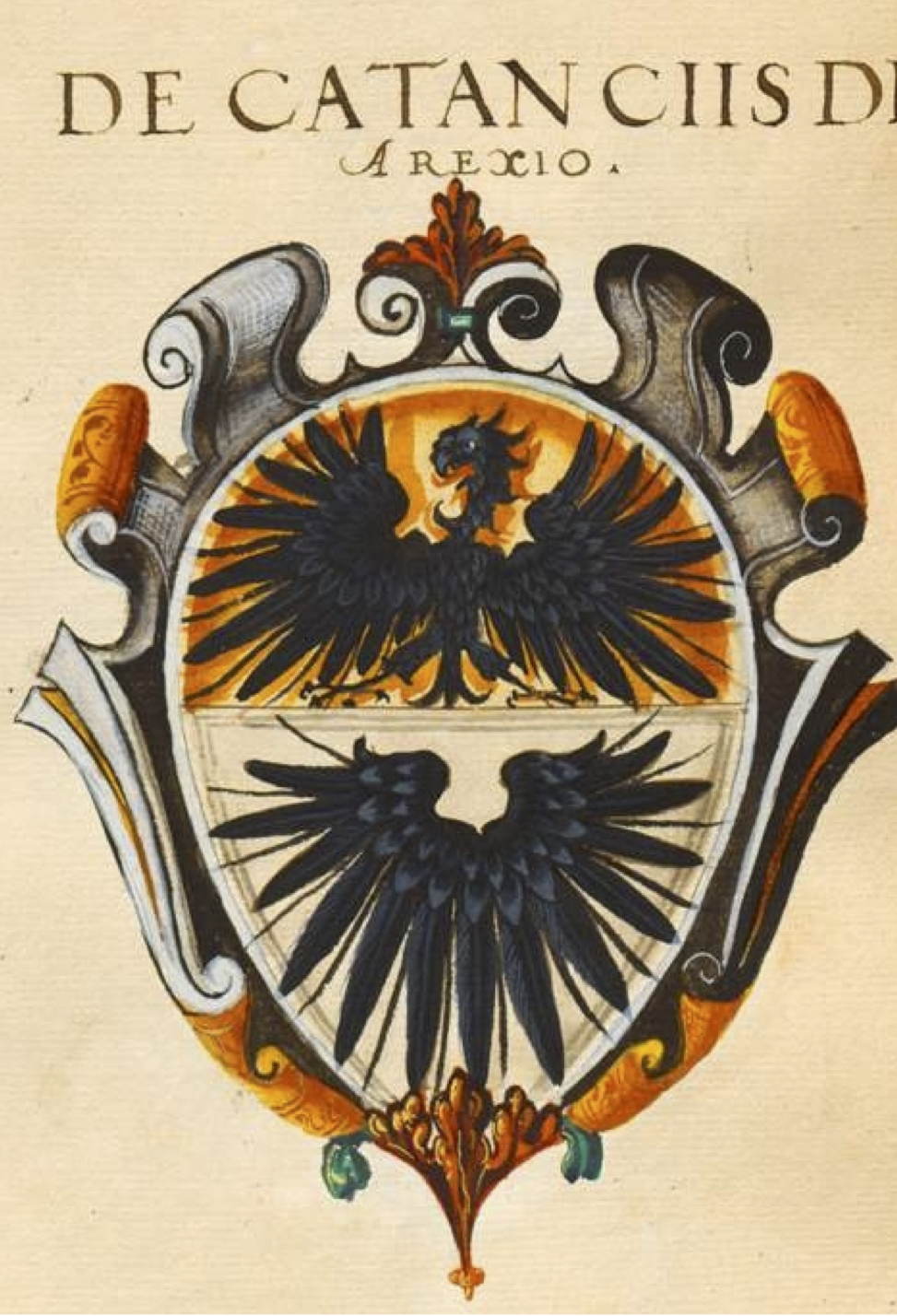
Stemma de Cataniis de Arexio, "V. Insignia urbium Italiae septentrionalis: Nobilium Mediolanensium", 1550-1555

Gli Arese (o Aresi, Arisiis, o Arexio nella forma antica) sono una famiglia della nobiltà milanese, che per secoli ebbe forte influenza sulla città.

## Storia

### Origini
Originaria del borgo di Arese alle porte di Milano e discendente molto probabilmente da quei Capitanei d'Arexio (de Cataniis de Arexio) di stirpe longobarda che controllavano tale territorio in qualità di feudatari attorno all'anno Mille, la famiglia Arese appartiene al più antico patriziato cittadino milanese, già rappresentato nella Matricula di Ottone Visconti del 1277.

### Ascesa
Nel periodo Visconteo e Sforzesco gli Arese iniziarono quella scalata sociale che li portò ai vertici dell'amministrazione dell'antico Ducato di Milano. La presenza degli Arese nel territorio della antica Pieve di Seveso, a cui apparteneva il piccolo paese agricolo di Cesano Maderno, risale ai primissimi anni del XVI secolo, quando Francesco Arese, fratello di Marco Antonio il Vecchio, sposò Briseide Avogadro esponente di una delle famiglie altolocate del luogo.

### XVI e XVII secolo

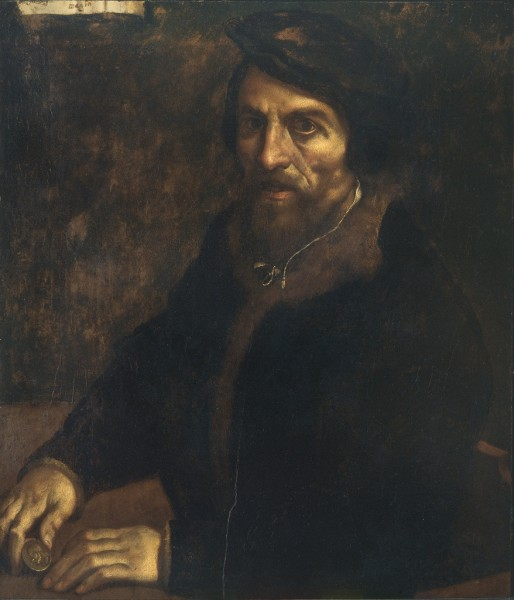
Antonio Campi, Ritratto Bartolomeo Arese, il Vecchio, 1560–1570, Pinacoteca di Brera, Milano.

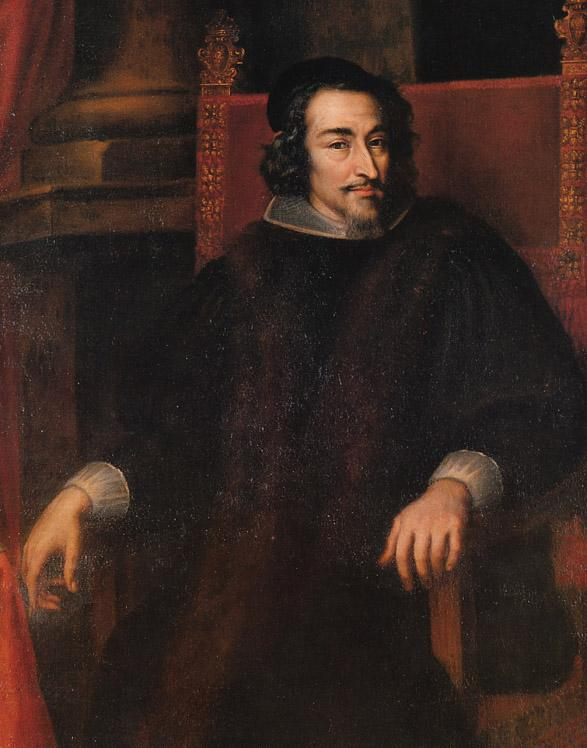
Ritratto di Bartolomeo III Arese, olio su tela di Giacinto Santagostino, Raccolte d'arte dell'Ospedale Maggiore di Milano.

Inizialmente le proprietà immobiliari e terriere degli Arese nella Pieve di Seveso erano concentrate in Cesano centro e presso Baruccana, poi per tutto il XVI e XVII si assistette ad un'espansione senza sosta dei loro possedimenti a discapito delle vecchie famiglie nobili locali ormai in decadenza (Porro, Avogadro, Carcano). Bartolomeo il Vecchio (1508-1562), figlio di Marco Antonio il Vecchio e Ludovica Pirovano, acquistò nel 1538 il titolo feudale di co-signore della Pieve di Seveso. Con Bartolomeo, nominato prima vice e poi tesoriere ducale, iniziò per la casata degli Arese l'epoca di massimo splendore, negli ultimi tempi della signoria dei Sforza e poi dovuta in primo luogo alla profonda stima e fiducia che la monarchia spagnola, divenuta padrona del Ducato di Milano, riponeva in questa famiglia milanese. Da Bartolomeo il Vecchio discesero i vari rami della dinastia: dal primogenito Marco Antonio la linea degli Arese di Castel Lambro, confluita per via ereditaria alla fine del XVII secolo nei Borromeo; da Benedetto quella dei conti di Barlassina (ora Arese Lucini) e da Raffaele quella dei conti di Parabiago estintasi a metà Seicento. Altri figli di Bartolomeo il Vecchio furono Francesco, Gerolamo e Cesare, che fu prevosto di Seveso ai tempi di San Carlo Borromeo. Ciò che contraddistinse la famiglia Arese per tutto il Cinque-Seicento fu il fatto che gran parte dei suoi esponenti furono "nobili togati", ovvero giureconsulti inseriti nell'amministrazione statale e della giustizia. Da ricordare come personaggio anche Paolo Cesare Arese (1574-1644), figlio di Marco Antonio, che fu prelato e vescovo di Tortona, oratore, filosofo, teologo, e autore di "Della tribolatione e suoi rimedi" (1624) e "Imprese Sacre" (sette volumi, 1621) in cui fra svariati soggetti sacri e scientifici sostiene, con Alessandro Tassoni, il sistema tolemaico.

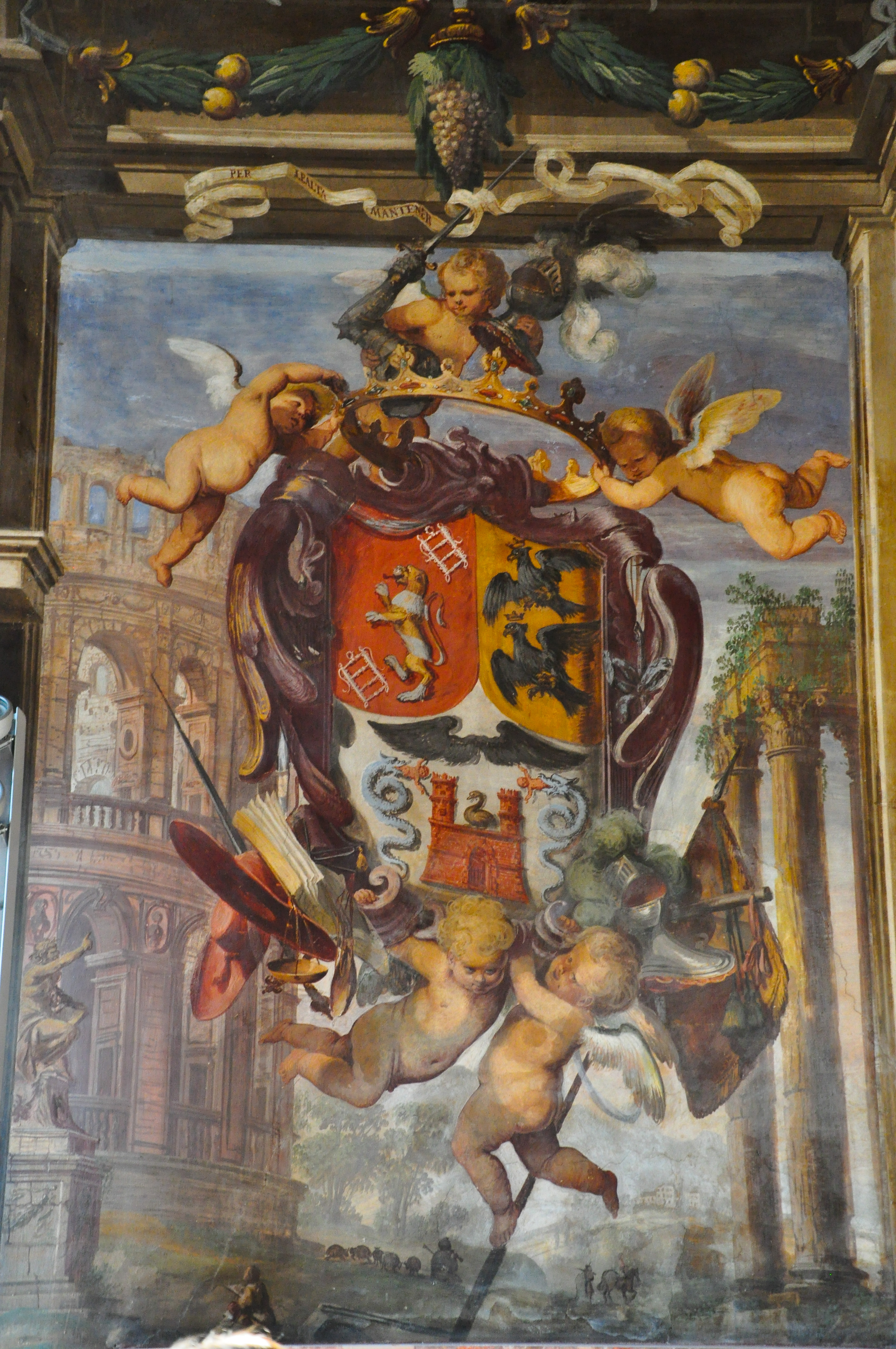
Stemma Arese con Omodei, Borromeo e Visconti, a palazzo Arese Borromeo

A Cesano sono documentate alcune "case da nobile" per la villeggiatura già nella seconda metà del Cinquecento, che costituirono poi i nuclei originari dei due palazzi cittadini, Palazzo Arese Borromeo e Palazzo Arese Jacini. È documentata nel 1539 una "tenentia" di Bartolomeo il Vecchio che dovrebbe coincidere con il sedime più antico di Palazzo Arese Borromeo. Nel 1619 Giulio I Arese (1575-1627), figlio primogenito di Marco Antonio e Ippolita Clari, divenne presidente del Senato di Milano e acquistò il titolo di conte di Castel Lambro, feudo agricolo ubicato nel Pavese. Fu presente nel giugno 1594 alla seduta inaugurale dell'Accademia degli Inquieti, forse uno dei membri fondatori. A lui si deve la paternità del progetto iniziale di palazzo Arese Borromeo, proseguito poi dal figlio primogenito, conte Bartolomeo III (1610-1674).
Come riferito da alcune fonti dell'epoca, a partire dal 1654 il conte Bartolomeo III portò alla completa realizzazione il grandioso palazzo di Cesano, vera e propria residenza suburbana con finalità non solo di villeggiatura ma pure di rappresentanza per l'alto lignaggio raggiunto dalla famiglia. Difatti, oltre aver ricoperto la carica di Presidente del Magistrato Ordinario del Ducato di Milano, nonché quella di reggente onorario del Supremo Consiglio d’Italia, nel 1660 il conte divenne, come lo fu in passato suo padre, presidente del Senato di Milano, la più alta carica amministrativa a cui un nobile lombardo poteva aspirare. Egli fu un uomo di grandi capacità politiche e diplomatiche, fedele alla Spagna in quel travagliato periodo di guerre che fu il pieno Seicento, ma fu anche un uomo di grande spessore culturale e il suo palazzo cesanese ne è la sua più alta espressione. La sua committenza artistica non si limitò solo alla residenza di campagna cesanese, ma interessò anche il sontuoso e vasto palazzo di città sito in porta Vercellina (ora noto come palazzo Litta di corso Magenta), la splendida cappella Arese nella basilica di San Vittore al Corpo, vero gioiello del barocco milanese, il Santuario convento domenicano di San Pietro Martire a Seveso, e la decorazione con un importante ciclo pittorico di tele a soggetto sacro delle sale riservate al Senato all'interno dell'antico Palazzo Ducale di Milano (odierno Palazzo Reale). Sposò la nobildonna Lucrezia Omodei, appartenente ad una delle famiglie più facoltose di Milano. Alla morte prematura dell'unico figlio maschio ed erede, conte Giulio II nel 1665, il vasto patrimonio fu suddiviso tra le due figlie: a Giulia andata in sposa al conte Renato II Borromeo toccò il palazzo di Cesano, a Margherita consorte del conte Fabio Visconti Borromeo il palazzo di Milano.

### Arese Lucini

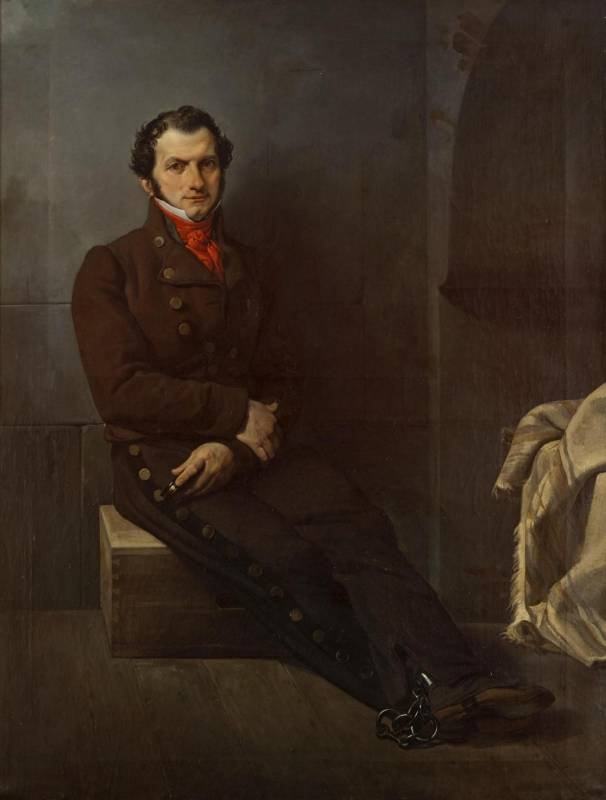
Francesco Hayez, Ritratto del Conte Arese in carcere (1828)

Al ramo cadetto discendente da Benedetto Arese (+1596) si deve la paternità dell'altro palazzo nobiliare cesanese, meno ricco e sfarzoso rispetto a palazzo Arese Borromeo, ovvero del palazzo ora denominato Arese Jacini e divenuto ai nostri giorni municipio. Iniziato attorno al 1620 da Marco Maria Arese, famoso per essere stato uno dei nobili più eruditi della Milano di primo Seicento, venne poi completato verso la fine del XVIII secolo. Questa linea dinastica degli Arese, insignita nel 1666 del titolo di conti di Barlassina, si unì a quella dei Lucini marchesi di Besate e feudatari di Osnago, nobili oriundi di Como, a seguito del matrimonio avvenuto nel 1763 tra Marco Arese IV conte di Barlassina e donna Giulia Lucini. Da allora fu assunto il doppio cognome Arese Lucini, tutt'oggi utilizzato dagli eredi. A fine Ottocento gli Arese Lucini vendettero tutti i loro beni cesanesi al principe Giberto VII Borromeo Arese.
Degna di nota, perché resa immortale dal poeta Ugo Foscolo con la poesia All'amica risanata a lei dedicata, fu la contessa Antonietta Fagnani (1778-1847), moglie di Marco Arese Lucini, VI conte di Barlassina. All'arrivo dei Francesi e costituita la Repubblica Cisalpina, Marco Arese fu chiamato dal Napoleone Bonaparte a partecipare all'amministrazione centrale del dipartimento d'Olona e fu nominato nella Consulta di Lione. Il suo fratello Francesco Teodoro Arese Lucini (1778–1835) è stato un patriota italiano, famoso per essere stato condannato alla reclusione presso la Fortezza dello Spielberg per cospirazione che aveva come obiettivo la liberazione della Lombardia e la sua unione con il Piemonte. Il nipote, e figlio di Antonietta Fagnani, Francesco Benedetto Arese Lucini (1805–1881) è stato un politico italiano, senatore, cavaliere dell'Ordine Supremo della Santissima Annunziata. Nel 1837, intraprese un viaggio nel Far West americano con Luigi Napoleone Bonaparte, futuro Napoleone III. Le sue note di viaggio sono raccolte nel libro Da New York al selvaggio West nel 1837 edito da Sellerio (A trip to the prairies and in the interior of North America 1837-1838, The Harbor Press, 1934). Fu ambasciatore non ufficiale del conte di Cavour a Parigi, e dopo una lunga serie delle missioni ufficiali e confidenziali, negoziò la cessione di Nizza e della Savoia alla Francia. Franco Arese Lucini (1918–1994) fu studioso della storia di Milano, sindaco di Osnago, cofondatore e poi presidente della sezione lombarda dell'Associazione Dimore Storiche Italiane, vice-presidente della Società Archivistica Genealogica, e presidente e poi presidente onorario della Società Storica Lombarda.

## Stemma
L'emblema araldico degli Arese sono un paio d'ali: è uno stemma parlante, poiché in milanese ali si dice ar da cui l'assonanza con "arese". Di solito nel terzo superiore dello scudo, sopra le ali, è presente il capo dell'Impero, ovvero l'aquila imperiale, a designare l'investitura regia dei feudi aresiani. 

Stemma della famiglia Arese
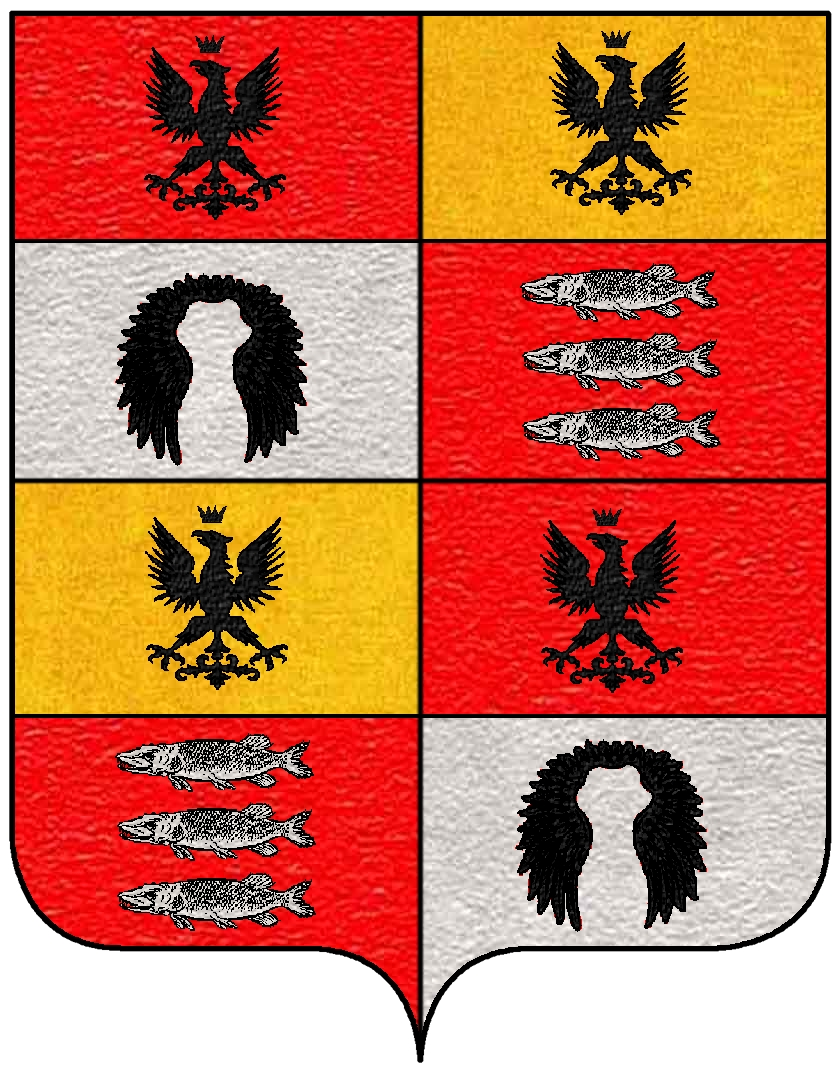
Stemma dei Arese Lucini
Stemma dei Litta Visconti Arese
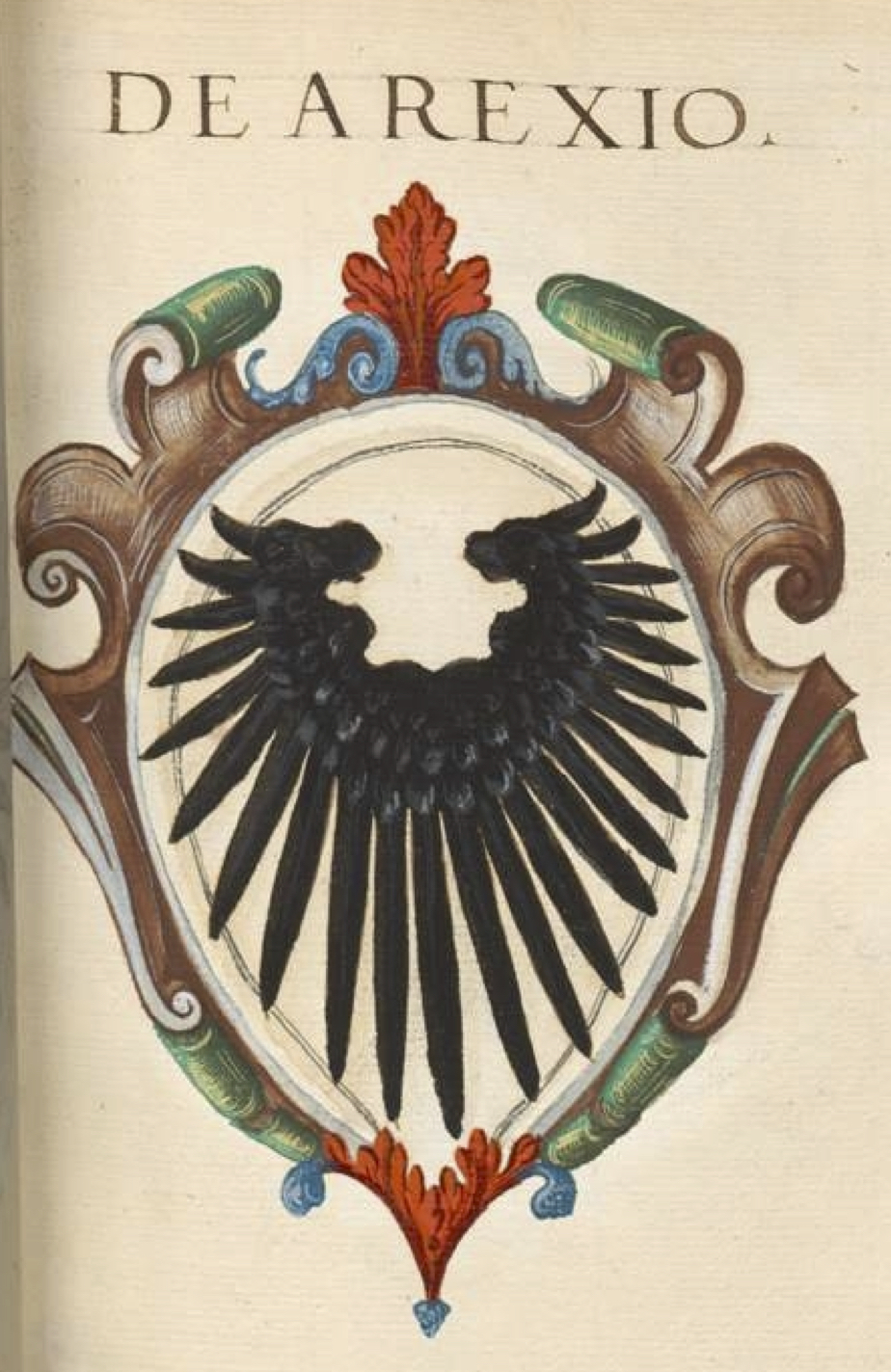
Stemma de Arexio, V. Insignia urbium Italiae septentrionalis: Nobilium Mediolanensium, 1550-1555

## Le dimore storiche di famiglia

### Milano

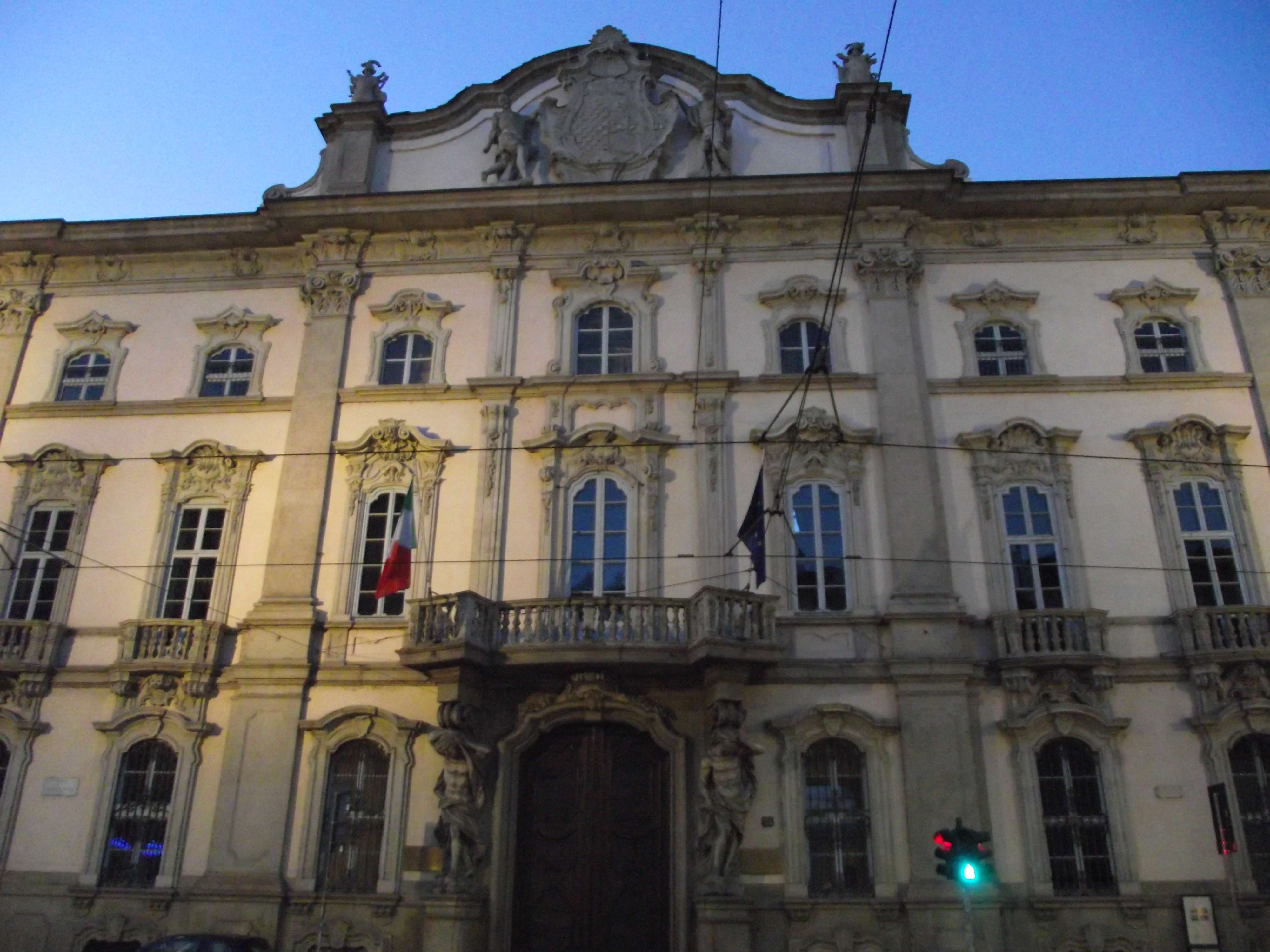
Palazzo Arese-Borromeo-Litta.

In città gli Arese vivevano fin dal Cinquecento nella parrocchia di Santa Maria alla Porta (Porta Vercellina – ora corso Magenta). Bartolomeo III Arese incaricò negli anni '40 del Seicento l'architetto Francesco Maria Richini per la progettazione di un grandioso palazzo, degno del rango della famiglia. Nel 1649 vi fu allestito dall'Arese il sontuoso ricevimento in onore di Maria Anna d’Austria, transitante da Milano, nel suo viaggio da Vienna a Madrid per le nozze con re Filippo IV di Spagna. Alla morte del conte il palazzo passò in eredità alla figlia Margherita e di conseguenza alla famiglia dei Visconti Borromeo e quindi a metà Settecento ai marchesi Litta, che rimodernarono Palazzo Arese-Borromeo-Litta in stile rococò: del palazzo aresiano si conserva solo l'austero cortile d'onore con porticato su quattro lati con colonne doriche binate. 

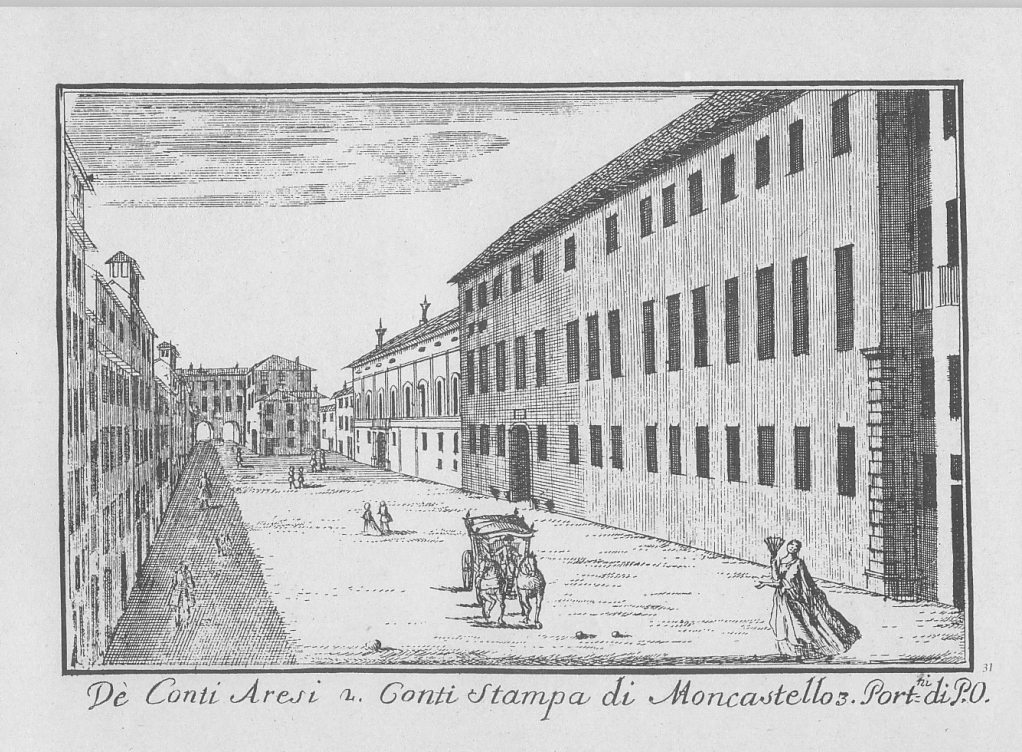
Palazzo Arese nel 1745 (distrutto nel 1943), Porta Orientale (ora Corso Venezia nº8), Milano, stampa di Marc'Antonio Dal Re

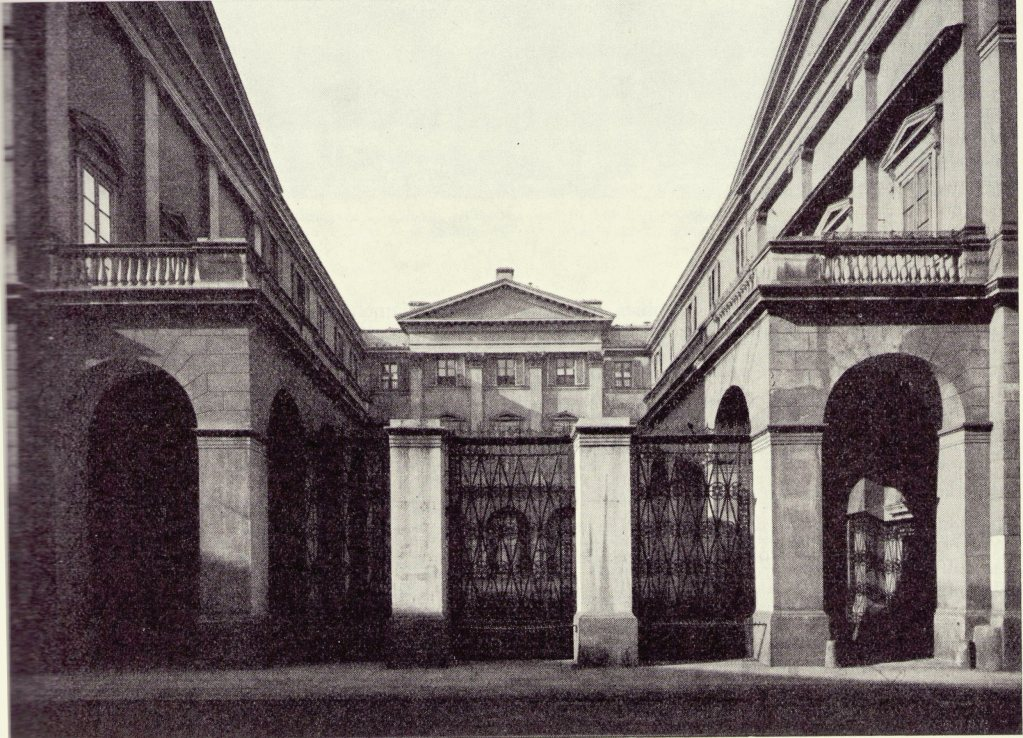
Palazzo Arese-Bethlen (distrutto nel 1943), ora via Monte di Pietà 11, Milano

Il ramo cadetto degli Arese di Barlassina risiedevano invece in Palazzo Arese sito in Porta Orientale (oggi Corso Venezia nº8), noto tra Sei e Settecento per la ricca pinacoteca, purtroppo andato distrutto durante i bombardamenti alleati del 1943. Nel 1828, il conte Francesco Arese Lucini commissionò il palazzo Palazzo Arese-Bethlen a Pelagio Palagi, anche distrutto durante i bombardamenti alleati del 1943.

### Cesano Maderno

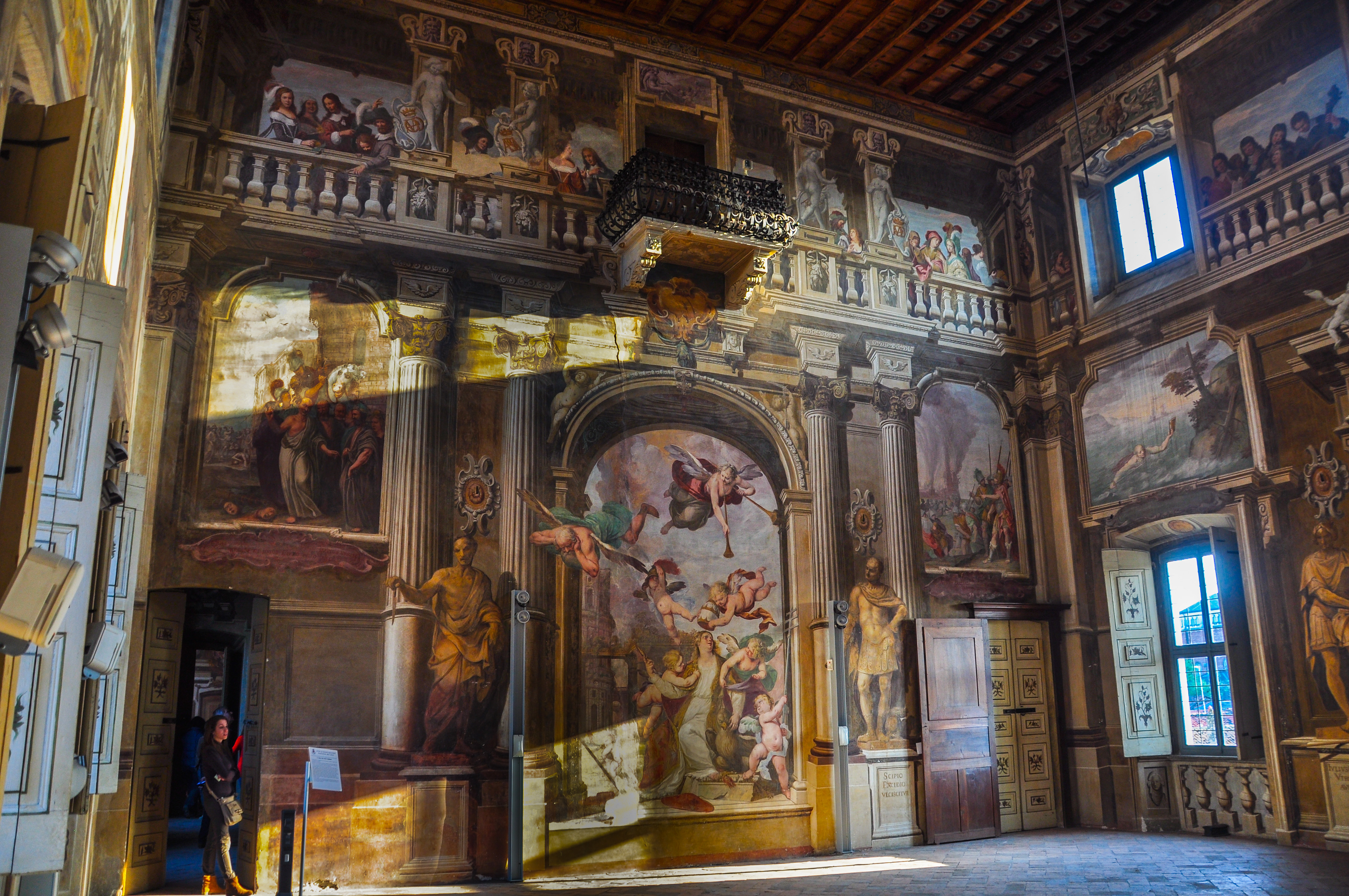
Sala delle feste, Palazzo Arese Borromeo

A Cesano Maderno sorgono due palazzi un tempo appartenuti alla famiglia Arese.
Il grandioso palazzo Arese Borromeo, residenza suburbana di rappresentanza del conte Bartolomeo III Arese, passata poi in eredità ai conti Borromeo Arese. L'importanza sotto il profilo urbanistico, architettonico e artistico è dovuta essenzialmente al fatto che il complesso cesanese ha conservato, a differenza del palazzo di Milano, le forme e la decorazione originaria dell'epoca del Presidente Arese: è per questo considerato uno dei massimi esempi del barocco lombardo. Possiede un ampio giardino di impostazione formale settecentesca.
L'altro edificio nobiliare è l'odierno palazzo Arese Jacini, che fu iniziato nei primi del Seicento e terminato verso la fine del secolo successivo, con alcuni elementi decorativi in stile neoclassico. Del periodo barocco si conserva l'impostazione generale dell'edificio (schema a U con cortile in parte trabeato), lo scalone con balaustra in pietra molera intagliata, alcuni soffitti a passa-sotto dipinti e la cappella gentilizia annessa dedicata al Transito della Vergine Maria. Fu la residenza di campagna del ramo cadetto degli Arese Lucini conti di Barlassina fino al 1895, quando venne venduto ai Borromeo Arese, quindi passò per via ereditaria alla famiglia Jacini. Nei primi anni '70 fu acquistato dal Comune di Cesano Maderno per adibirlo a sede municipale, inoltre dal 2003 ospita in un'ala l'ISAL, l'Istituto per la Storia dell'Arte Lombarda.

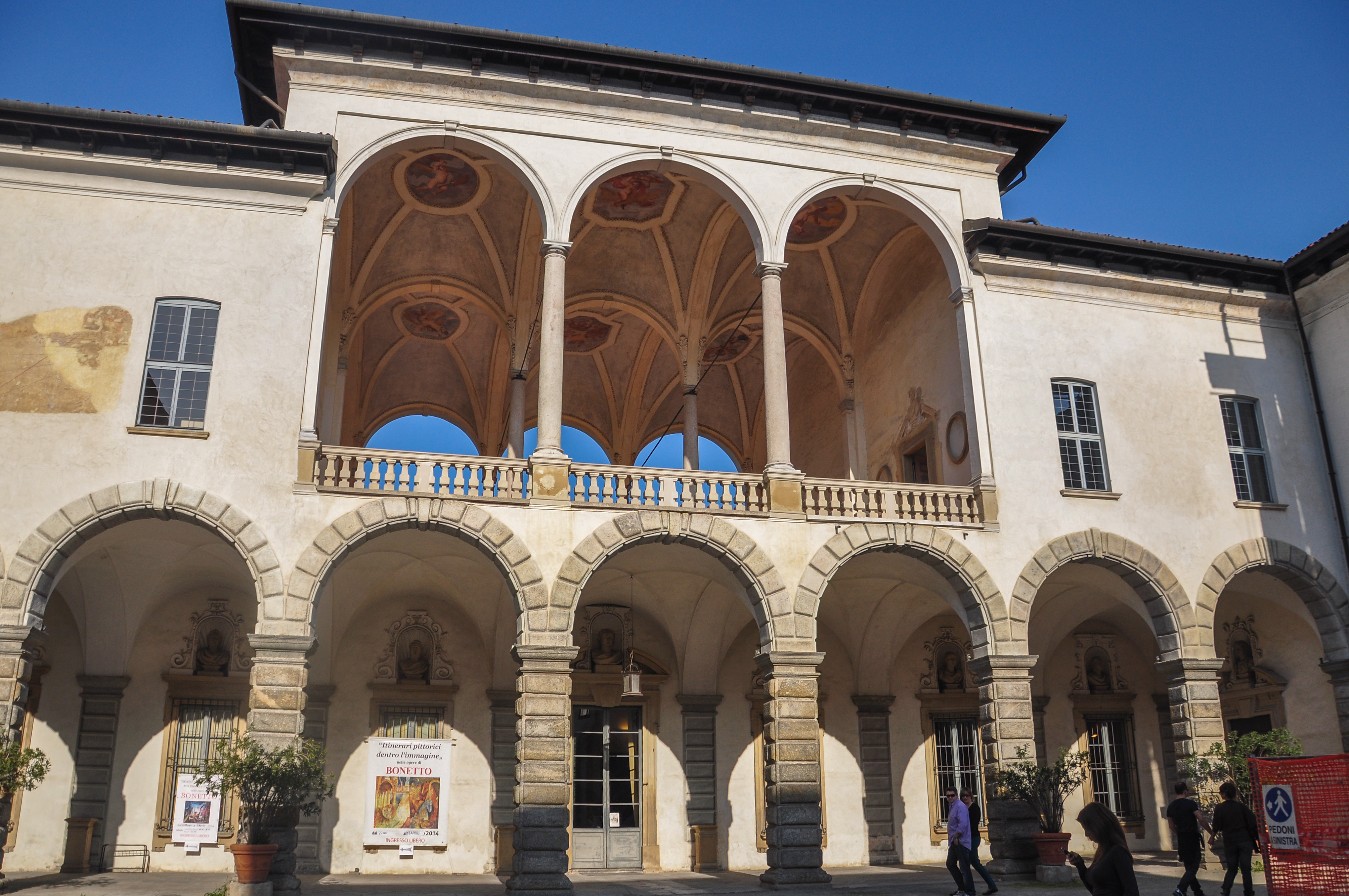
Palazzo Arese Borromeo

### Arese
Nella località d'origine della famiglia già dal Cinquecento è documentata la presenza di una dimora gentilizia. Nel XVIII secolo i conti Arese Lucini trasformarono questo complesso in una vera villa di delizie con elementi decorativi in stile barocchetto milanese. La villa era inserita in un giardino in origine d'impostazione formale. Attualmente la villa è inserita nel Centro Salesiano di Arese.

### Bollate
Nel centro storico di Bollate sorge palazzo Arese, che fu un tempo una delle dimore di campagna della famiglia, non lontano dal borgo d'origine della casata. Oggi si presenta come una casa di corte, recentemente ristrutturata e adibita a residenza privata: degni di rilievo sono il bel portale a tutto sesto in cotto con lo stemma in marmo bianco degli Arese con il relativo motto scolpito "per lealtà mantener" e la deliziosa cappellina inserita nel palazzo dedicata alla Madonna della Neve. Trattasi in origine di uno studiolo con affreschi di primo Seicento raffiguranti Muse, poi adattato a luogo di culto mariano. 

### Osnago
Ancora oggi a Osnago è la residenza privata dei conti Arese Lucini, un tempo appartenuta ai Lucini e divenuta Arese Lucini dopo l'unione delle due casate nel 1763. Trattasi di vasto e ricco palazzo secentesco aggiornato in stile neoclassico per quanto concerne la facciata e il giardino all'inglese. I corpi seicenteschi sono opera di Francesco Maria Richini. All'interno pregevoli cicli pittorici barocchi del pittore Giovanni Cristoforo Storer. Nella villa è conservato l'archivio privato di famiglia Arese Lucini. È considerata una delle dimore storiche più importanti della Brianza lecchese.

### Robecchetto
A Robecchetto, sorge il secentesco palazzo Fagnani Arese. In origine dimora di campagna dei nobili Fagnani entrò nei primi dell'Ottocento nelle proprietà Arese. Oggi è sede municipale del comune di Robecchetto con Induno.